# Трудове родовище цементної сировини
Трудове родовище цементної сировини
Розташоване за 10 км на північний захід від залізничної станції Волноваха, за 2 км від родовища проходить асфальтована дорога Волноваха-Розівка.
В орогідрографічному відношенні район являє собою злегка горбисту рівнину, що відноситься до басейну р. Мокрі Яли. Площа родовища 62,2 га, з них 45 га орні землі КСП ім. Чапаєва.
З 1978 по 1979 рр. Приазовською ДРЕ проведені пошукові роботи, а в 1983—1986 рр. попередня розвідка родовища відповідно до спільного наказу МГ СРСР і МПСМ СРСР від 2 березня 1977 р. № 100/134, про забезпечення запасами білого цементу Єнакіївського цементного заводу. В геологічній будові родовища беруть участь породи Темрюкської свити центрально-приазовської серії нижнього протерозою, їх кори вивітрювання і пухкі осадові утворення палеогенового і четвертинного віку.
Корисними копалинами є первинні каоліни, які відносяться до елювіальних кір вивітрювання кристалічних порід. Потужність продуктивної товщі коливається від 2,0 до 46,0 м, становлячи в середньому 24,4 м.
Розкривні породи представлені піщано-глинистими відкладеннями неогенового і четвертинного віку середньою потужністю 13,3 м. Гідрогеологічні та інженерно-геологічні умови родовища в цілому сприятливі для відкритого відпрацювання родовища.
На підставі комплексних досліджень встановлено, що каолін Трудового родовища відповідає вимогам до глинистого компонента для виробництва білого цементу, а також до основної сировини у виробництві кренту. Попередньо оцінені запаси каолінів, придатних для виробництва білого цементу і кренту оцінюються в 20 млн т.